# Canis lupus chanco
Il lupo grigio della Mongolia (Canis lupus chanco GRAY, 1863) è una sottospecie di lupo grigio, diffusa in Mongolia, Cina settentrionale e centrale, Corea e presso l'Ussuri, in Russia.

## Tassonomia

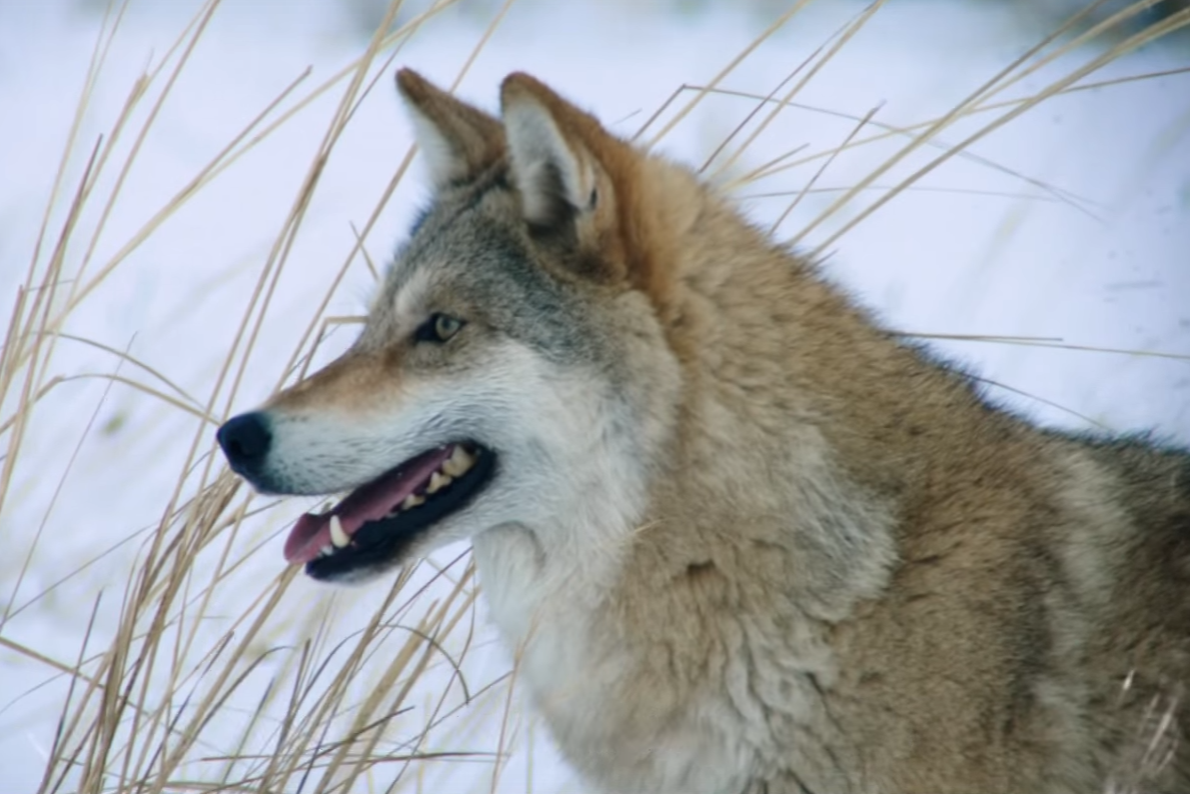
Lupo della Mongolia durante le riprese de 'L'ultimo lupo

Al lupo della Mongolia fu dato il nome di Canis chanco nel 1863 dallo zoologo John Edward Gray, in base a una pelliccia d'un canide abbattuto dal sottotenente W. P. Hodnell nella Tataria cinese e che fu poi presentata da Lady A. Harvey al British Museum, dove fu nominato chanco dal dottor Gray F. Cants. Il nome deriva da chono, la parola mongola per lupo. Nel 1880 St. George Jackson Mivart classificò l'animale come C. l. chanco, dopo aver esaminato l'esemplare di Gray. Nel 1923 lo zoologo giapponese Yoshio Abe propose di classificare separatamente da C. l. chanco i lupi presenti sulla penisola coreana, costituendo una sottospecie a parte chiamata C. l. coreanus, in particolare per i loro musi più snelli. Questa distinzione fu contestata da Reginald Innes Pocock, che considerava gli animali una semplice variante locale di lupo grigio cinese. Oltre che per l'incertezza delle distinzioni morfologiche alcuni studiosi hanno scartato la proposta di Abe come un esempio di tassonomia popolare, frutto del nazionalismo giapponese. Nella terza edizione di Mammal Species of the World (MSW3), pubblicata nel 2005, tutti i sinonimi di C. l. chanco furono assegnati alla specie C. lupus, mentre C. l. coreanus fu considerato un sinonimo di C. l. chanco.
C'è confusione riguardo alla tassonomia del lupo della Mongolia. Nel 1941, Pocock parlò del lupo tibetano come C. l. laniger, classificandolo come sinonimo di C. l. chanco.; MSW3 però lo classificò come sinonimo di C. l. filchneri. Ci sono ancora ricercatori che continuano a seguire Pocock nell'includere il lupo tibetano in C. l. chanco, causando confusione tassonomica. La NCBI/Genbank classifica C. l. chanco come il lupo della Mongolia, separandolo da C. l. laniger, e ci sono opere accademiche che classificano il lupo della Mongolia come C. l. chanco.

## Descrizione

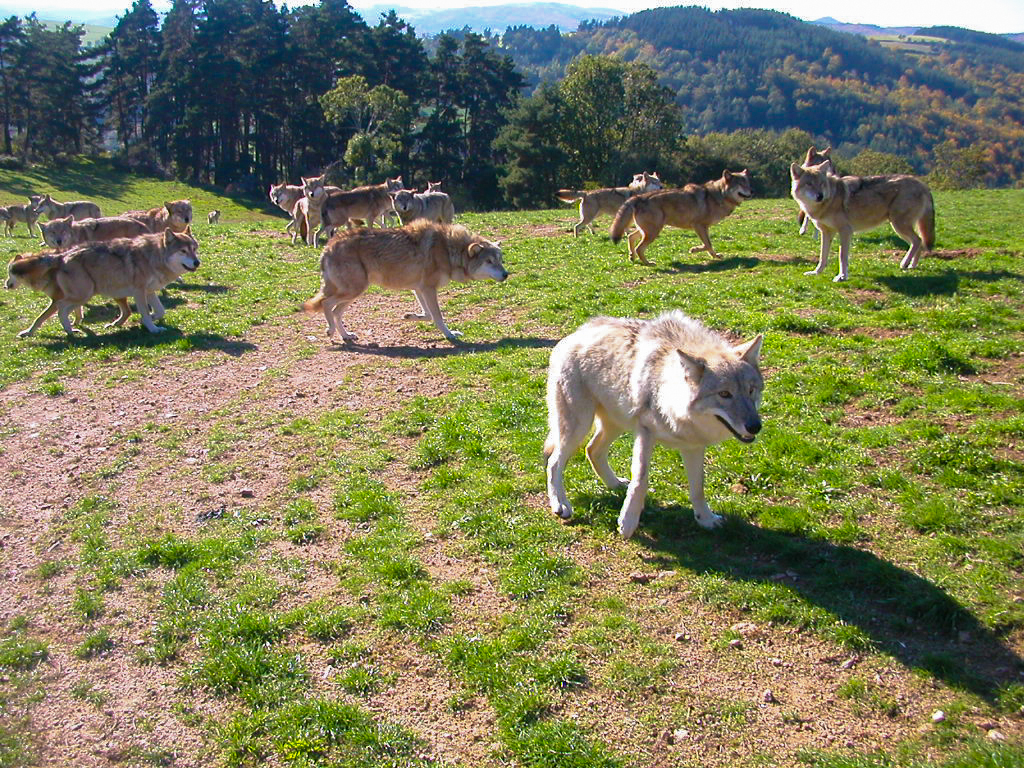
Gruppo di lupi della Mongolia

Gray descrisse l'esemplare tipo come un animale simile al lupo grigio europeo, ma con arti più brevi e un manto più pallido e fulvo. Lo zoologo sovietico Vladimir Grëgorevič Heptner descrisse i lupi presso l'Ussuri come più piccoli dei lupi siberiani, pesanti 22-30 chili, con pellicce ispide di colore grigiastro sfumate di ocra.
Uno studio svolto nel Parco nazionale di Khustain Nuruu tra il 1994 e il 1997 indicò che le preferenze alimentari del lupo sono influenzate dal ciclo vitale del cervo reale. Secondo tale studio i mesi in cui i lupi si nutrono prevalentemente di prede selvatiche coincidono con la stagione dei parti dei cervi, mentre in altri periodi come fonte di cibo diventa prevalente il bestiame di allevamento.

## Areale

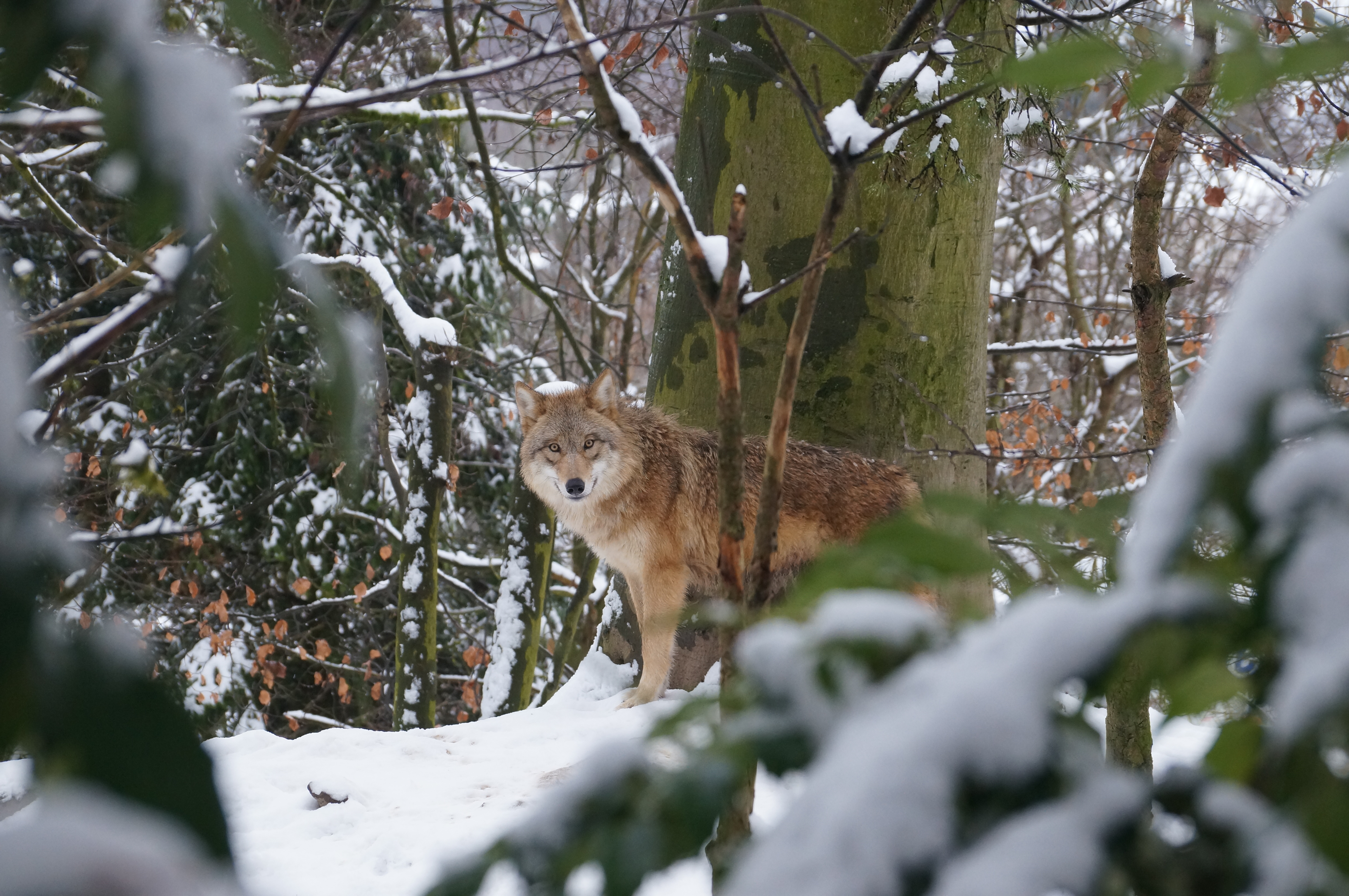
Lupo della Mongolia in Inverno

L'areale di C. l. chanco ingloba la Mongolia,, la Cina settentrionale e centrale, la penisola coreana e la Russia orientale presso l'Ussuri, in cui gli animali sono migrati dalla Cina settentrionale in tempi storici a causa del decremento nella popolazione del suo concorrente principale, la tigre. Nell'oriente il suo areale confine con quello di C. l. lupus presso i monti Altaj e il Tien Shan, nel meridione con quello di C. l. filchneri nell'altopiano del Tibet, e con quello di un lupo ancora innominato nella Cina meridionale.